# Александровское сельское поселение (Россошанский район)
Алекса́ндровское се́льское поселе́ние — муниципальное образование в Россошанском районе Воронежской области.
Административный центр — село Александровка.

## Административное деление
В состав поселения входит 1 населённый пункт:
- село Александровка